# Jarzé
Jarzé è un ex comune francese di 1 679 abitanti situato nel dipartimento del Maine e Loira nella regione dei Paesi della Loira. Il 1º gennaio 2016 è stato incorporato nel nuovo comune di Jarzé Villages.

## Società

### Evoluzione demografica
Abitanti censiti